# Línea 4 (Metrovalencia)
La Línea 4 del metro de Valencia es un servicio de tranvía metropolitano integrado en la red de Metrovalencia que conecta el puerto de Valencia con los municipios de Paterna y Burjassot a través de la histórica estación de Pont de Fusta. Fue inaugurada el 21 de mayo de 1994. Durante los días de Feria algunos trenes circulan hasta el recinto de Fira València.
La línea surgió de la reconversión en un tranvía moderno —siendo la primera ciudad de España que recuperó este medio de transporte tras su desmantelamiento en la década de 1970— del ramal entre Empalme y Pont de Fusta como consecuencia de la creación de las líneas 1 y 2 de metro.

## Historia
La línea 4 nace al reconvertir en un servicio de tranvía el antiguo ramal del trenet de Valencia entre Empalme y Pont de Fusta, por la creación de la línea 1, y de la antigua línea que unía Pont de Fusta con el Grau de Valencia. Su inauguración se produjo el 21 de mayo de 1994, constituyendo el hito de la recuperación del tranvía como medio de transporte en España.
Ha experimentado diversas ampliaciones en su zona oeste, en concreto se inauguró un ramal en marzo de 1999 hasta la Radio Televisión pública valenciana y el campus de Burjassot de la Universidad de Valencia. En septiembre de 1999 se inauguró el ramal que da servicio a la Fira durante los días de feria. El 23 de septiembre de 2005 se inauguró otro ramal de 3 kilómetros que presta servicio a los barrios de Valterna y Terramelar (Paterna).
Desde el 30 de octubre hasta el 8 de noviembre de 2024, a consecuencia de las graves inundaciones acontecidas en la provincia de Valencia, el servicio en esta línea fue suspendido. El 7 de enero de 2025, la línea recuperó las frecuencias previas a la DANA.

## Lugares a los que la línea da servicio
- Lloma Llarga y Terramelar (estación de Lloma Llarga-Terramelar).
- La Coma (estaciones de Mas del Rosari y La Coma).
- Campus de Paterna (Universidad de Valencia) (estación de Parc Científic).
- Feria de Muestras de Valencia (estación de Fira València).
- À Punt Media, Escuela Técnica Superior de Ingeniería (estación de TVV).
- Campus de Burjassot (Universidad de Valencia) (estaciones de Vicent Andrés Estellés y Campus).
- Palacio de Congresos (estaciones de Empalme y Palau de Congressos).
- Parque de Marxalenes (estaciones de Marxalenes y Reus).
- Jefatura de Policía Autonómica (estación de Pont de Fusta).
- Benimaclet (estaciones de Trinitat, Benimaclet y Vicente Zaragozá).
- Universidad Politécnica de Valencia y Campus de Tarongers (Universidad de Valencia) (estaciones de Universitat Politècnica, La Carrasca, Tarongers y Beteró).
- Cabañal-Cañamelar (estaciones de La Cadena, Doctor Lluch y Cabanyal).
- Playa de Las Arenas (estaciones de Platja Les Arenes y Platja Malva-rosa).

## Recorrido
- Mas del Rosari - Doctor Lluch: La línea inicia su recorrido en el desarrollo urbanístico de La Coma y tiene su primera parada junto a los campos de fútbol. Cruza el puente de la CV-365 y efectúa parada en la avenida de Francisco Tomás y Valiente, el Parque Científico de la Universidad de Valencia y el edificio À Punt Media. Tiene dos paradas junto a los campus de Burjassot y sale a la CV-35, donde efectúa 2 paradas. Llega al intercambiador de Empalme, donde conecta con las líneas 1 y 2, y atraviesa las calles Florista, Garbí y Mondúver (5 paradas), hasta llegar al barrio de Marxalenes, donde efectúa 2 paradas. Continúa por la calle Sagunto (1 parada) y la calle Almazora (1 parada) hasta unirse a la línea 6 en la calle Cofrentes (1 parada). Continúa por la calle Vicente Zaragozá (2 paradas) y la avenida de los Naranjos (5 paradas) hasta entrar en El Cabanyal, donde tiene su cabecera en la calle Doctor Lluch.

El recorrido de vuelta es igual al de ida, pero en sentido contrario, pasando por la calle Doctor Lluch en lugar de por la calle Eugenia Viñes, haciendo de línea circular.
- Lloma Llarga-Terramelar - Empalme: Este recorrido está compartido con el ramal Mas del Rosari - Doctor Lluch hasta la estación de Empalme (cabecera), partiendo del barrio Lloma Llarga.

- Fira València - Vicent Andrés Estellés - Doctor Lluch: Solo va a la Fira en días de feria, de lo contrario, el tranvía regresa en Vicent Andrés Estellés. Compartido con los otros dos ramales.

## Correspondencias
La línea 4 conecta con:
- Línea  en la estación de Empalme.
- Línea  en la estación de Empalme.
- Línea  en la estación de Benimaclet.
- Línea  de Trinitat a Doctor Lluch, además de la estación de Cabanyal.
- Línea  en la estación de Benimaclet.